# Cis subtilis
Cis subtilis es una especie de coleóptero de la familia Ciidae.

## Distribución geográfica
Se encuentra al Este de América del Norte.